# Aroazes
Aroazes är en kommun i Brasilien.   Den ligger i delstaten Piauí, i den östra delen av landet, 1 300 km nordost om huvudstaden Brasília. Antalet invånare är 5 781.
Omgivningarna runt Aroazes är huvudsakligen savann. Runt Aroazes är det glesbefolkat, med 15 invånare per kvadratkilometer.